# Djesse Vol. 3
Djesse Vol. 3 è il quarto album in studio del musicista britannico Jacob Collier, pubblicato nel 2020.

## Tracce
Testi e musiche di Jacob Collier.
1. CLARITY – 0:51
2. Count the People (featuring Jessie Reyez & T-Pain) – 2:47
3. In My Bones (featuring Kimbra & Tank and the Bangas) – 4:09
4. Time Alone with You (featuring Daniel Caesar) – 4:16
5. All I Need (featuring Mahalia & Ty Dolla $ign) – 4:05
6. In Too Deep (featuring Kiana Ledé) – 3:52
7. Butterflies – 2:02
8. Sleeping on My Dreams – 4:16
9. Running Outta Love (featuring Tori Kelly) – 4:25
10. Light It Up on Me – 2:05
11. He Won't Hold You (featuring Rapsody) – 5:00
12. To Sleep – 3:12